# Marc Antoine Joseph Frédéric Puton
 Marc Antoine Joseph Frédéric Puton , baron de They, né le 18 septembre 1779 à Remiremont (Vosges), mort le 13 mars 1856 à Mirecourt (Vosges), est un colonel français de la Révolution et de l’Empire.

## États de service
Il entre en service le 13 octobre 1795, comme soldat dans la 157e demi-brigade d’infanterie de bataille, et il devient caporal le 28 juillet 1796, puis sergent le 7 août suivant. Il sert en l’an IV et en l’an V, en Vendée, et le 26 octobre 1796, il est incorporé dans la 70e demi-brigade d’infanterie.
Le 5 août 1798, il passe sous-lieutenant, aide de camp du général Humbert, avec lequel il participe à l’expédition d’Irlande, et il est fait prisonnier le 9 septembre 1798, lors de la Bataille de Ballinamuck. Échangé en l’an VIII, il rentre en France et reprend du service comme sous-lieutenant à la 71e demi-brigade d’infanterie de ligne. 
Affecté à l’armée d’Angleterre, il embarque le 17 septembre 1801, pour Saint-Domingue avec le 3e bataillon de la 71e demi-brigade. Il est nommé adjoint à l’état-major général de l’armée expéditionnaire le 7 février 1802, et il passe comme lieutenant adjoint à l’état-major du général Brunet le 7 juin 1802. Le 15 octobre 1802, il reçoit son brevet de capitaine aide de camp du général Brunet, par arrêté du général en chef Leclerc, grade confirmé le 22 avril 1803, par le premier Consul. Il participe aux affaires du morne Lacroix, du morne à Nègre, de la Crête à Pierrot, du Môle-Saint-Nicolas, de Port-de-Paix et de Léogâne. Il se fait remarquer surtout le 18 novembre 1802, au combat du Môle-Saint-Nicolas, où il est blessé de quatorze coups de sabre et de plusieurs coups de pique. Sa conduite lors de cette journée lui vaut un brevet d’honneur décerné le 24 novembre 1802 par le général Rochambeau. Le 21 novembre 1803, il est nommé adjoint à l’état-major général de l’armée expéditionnaire, et le même jour il passe dans la division commandée par le général de Noailles. 
Embarqué avec son officier général sur l’aviso « le Courrier », il croise le 1er janvier 1804, la corvette anglaise « Hazard » de 10 canons, qu’ils enlèvent à l’abordage. Dans cette attaque le général Noailles est blessé mortellement, il décide donc de se rendre à Santo-Domingo pour se mettre aux ordres du général Ferrand, qui l’emploi à son état-major.
Membre de droit de la Légion d’honneur le 11 décembre 1803, il est fait officier de l’ordre le 14 juin 1804. Le 17 janvier 1806, il obtient un congé pour cause de maladie, et lors du voyage de retour vers la France, il est fait prisonnier par les Anglais, qui le renvoient sur parole le 15 mars suivant. Débarqué à Saint-Sébastien en Espagne le 9 juillet 1806, il se rend aussitôt dans ses foyers.
À peine rétabli, il reprend du service, et il est employé à l’état-major de la Grande Armée le 29 octobre 1807. Il est nommé chef de bataillon le 10 novembre suivant, et envoyé en Espagne en 1808. Il est blessé d’un coup de lance à l’œil le 13 juillet 1808, près de Tudela, en allant porter des ordres au général Verdier, qui commande alors le blocus de Saragosse.
En 1809, il sert à l’état-major de l’armée d’Allemagne, et il est fait chevalier de l’Empire le 15 août 1809. Chargée de plusieurs missions importantes près des armées d’Aragon, de Portugal, du Centre en Espagne, et du Midi, il prend part à la campagne de Russie en 1812.
Il est promu adjudant-commandant le 21 juillet 1812, et l’année suivante, il participe à la campagne de Saxe. Il est créé baron de l’Empire par décret du 9 août 1813, et confirmé par lettres patentes royales du 25 novembre 1814. Il est mis en non activité en août 1814.
Pendant les Cent-Jours, il est employé à l’organisation des Gardes nationales dans la 5e division militaire, et il est remis en non activité le 1er août 1815. Il est admis à la retraite le 7 novembre 1816.
En 1821, il est élu maire de They-sous-Vaudemont.
Il meurt le 13 mars 1856 à Mirecourt.

## Dotation
- Le 9 mars 1813, donataire d’une rente de 4 000 francs en Westphalie.

## Armoiries
| Figure | Nom du baron et blasonnement |
| ------ | --- |
|        | Armes du baron Marc Antoine Joseph Frédéric Puton et de l'Empire, décret du 9 août 1813, lettres patentes du 25 novembre 1814, officier de la Légion d'honneur D'azur au cimeterre d’argent, monté d’or, posé en bande, croisé en sautoir avec une branche d’olivier de sinople, posée en barre ; à la bordure d’argent. |